# Джасоне Піччоні
Джасоне Піччоні (італ. Giasone Piccioni, 27 жовтня 1923, Мучча - 15 жовтня 2002, Рим) - італійський адмірал, начальник генерального штабу ВМС Італії протягом 1985-1988 років.

## Біографія
Джасоне Піччоні народився 27 жовтня 1923 року у місті  Мучча. У 1941 році вступив до Військово-морської академії в Ліворно, яку закінчив у 1944 році у званні гардемарина. Під час Другої світової війни ніс службу на борту корвета «Пелікано».
У званні лейтенанта командував тральщиками «Тотано» і «Телліне». Надалі ніс службу на борту кораблів «Вітторіо Венето», «Андреа Доріа», «Джузеппе Гарібальді», «Дука дельї Абруцці», «Карабіньєре», «Чентауро», «Імпетуозо», «Імпавідо». Командував 1-ю ескадрою корветів, ракетним крейсером «Вітторіо Венето», потім ніс службу у генеральному штабі військово-морських сил Італії.
У 1975 році отримав звання контрадмірала і був начальником 3-го департаменту з планування та операцій генерального штабу флоту, потім командував 6-ю військово-морською групою (складалась з есмінця «Ардіто» та фрегата «Лупо»), яка з липня 1979 року по лютий 1980 року здійснила навколосвітній похід, здійснивши заходи у 33 порти.
Потім був заступником начальника, а пізніше начальником відділу персоналу ВМС, далі начальником штабу флоту.
Отримавши звання ескадреного адмірала, командував оперативними силами флоту. З жовтня 1984 року по листопад 1985 року був командувачем військово-морського командування в Тірренському морі і союзних військово-морських сил на півдні Європи.
з 16 листопада 1985 року по 31 березня 1988 року був начальником генерального штабу ВМС Італії. На цій осаді відзначився, зокрема, тим, що зміг покласти край суперечці з ВПС щодо створення морської авіації.
Помер 15 жовтня 2002 року у Римі.

## Нагороди
- Кавалер Великого хреста Ордена «За заслуги перед Італійською Республікою»
- Хрест «За військові заслуги» (нагороджений двічі)